# Camp militaire Lubero
Le Camp militaire Lubero est une base militaire située dans le territoire de Lubero, dans la province du Nord-Kivu, à l'est de la république démocratique du Congo (RDC). Ce camp est un point stratégique pour les Forces armées de la république démocratique du Congo (FARDC), en raison de son emplacement dans une région clé marquée par des conflits armés persistants.

## Histoire

### Origines
Le Camp militaire Lubero a été établi dans le contexte de la lutte contre les multiples insurrections dans l'est de la RDC, depuis les périodes post-indépendance. Il servait initialement de garnison pour sécuriser les axes routiers et protéger les populations locales contre les attaques de milices locales.

### Guerres et instabilité régionale
Pendant les Première et Deuxième Guerres du Congo, ainsi que les conflits armés qui ont suivi, le Camp militaire Lubero a été un point de passage crucial pour les forces armées et les groupes rebelles. Il a été régulièrement ciblé par des attaques des milices telles que les Mai-Mai, les ADF (Forces démocratiques alliées), et d’autres groupes armés présents dans le territoire.
En raison de sa position centrale dans le Nord-Kivu, le camp a été utilisé comme base pour les déploiements militaires visant à repousser les incursions rebelles dans les zones environnantes, notamment vers les territoires de Walikale, Beni, et Masisi.

## Rôle actuel
Base militaire régionale
Aujourd'hui, le Camp militaire Lubero reste une position clé pour les FARDC. Il sert de centre de commandement pour les opérations de sécurisation du territoire de Lubero et des zones voisines, où l'insécurité causée par des groupes armés reste une menace constante.

### Protection des civils
Le camp joue également un rôle dans la protection des populations locales contre les attaques des groupes armés. Les FARDC déployées depuis Lubero sont souvent engagées dans des missions de protection des villages et des routes principales, en particulier sur la route nationale N2.

### Soutien logistique
En plus de son rôle militaire, le camp est un point de transit pour les ravitaillements et la coordination des opérations humanitaires. La région de Lubero accueille de nombreux déplacés internes, fuyant les violences dans d'autres parties du Nord-Kivu et de l'Ituri.

## Défis
Malgré son importance stratégique, le Camp militaire Lubero fait face à plusieurs défis :
- Proximité des groupes armés : Des milices telles que les Mai-Mai et les ADF restent actives dans les environs, rendant la zone particulièrement volatile.
- Manque de ressources : Le camp souffre d'un manque d'équipements et de moyens logistiques, ce qui limite l'efficacité des FARDC dans leurs opérations.
- Violations des droits humains : Comme dans d'autres bases militaires de la région, des allégations de violations des droits humains par des soldats stationnés à Lubero ont été rapportées, ce qui mine la confiance entre les forces armées et les populations locales.

## Importance stratégique
Le Camp militaire Lubero est un maillon essentiel dans la lutte pour la stabilisation de l'est de la RDC. En raison de son emplacement le long d'un axe stratégique et de sa proximité avec des zones sous l'influence des groupes armés, il joue un rôle crucial dans le contrôle des corridors logistiques et dans la sécurisation des populations civiles.